# Jakub Gabriel Galais
Jakub Gabriel Galais (ur. w 1754 w Longué-Jumelles, zm. 2 września 1792 w Paryżu) – błogosławiony Kościoła katolickiego.

## Życiorys
Otrzymał święcenia kapłańskie, potem został przełożonym domu zakonnego. Poniósł śmierć męczeńską w czasie rewolucji francuskiej.
Został beatyfikowany przez Piusa XI 17 października 1926 roku, w grupie 191 męczenników z Paryża.